# Communauté de communes du Pays Mêlois
La  communauté de communes du Pays Mêlois  est une ancienne communauté de communes française, située dans le département de l'Orne.

## Histoire
La communauté de communes est créée par arrêté préfectoral du 12 décembre 1994. Trois communes la rejoignent le 1er janvier 1996 : Bures, Montchevrel et Vidai. Sainte-Scolasse-sur-Sarthe adhère en janvier 2002.
Le 1er janvier 2013, la communauté de communes du Pays Mêlois fusionne avec la communauté de communes du Pays de Courtomer pour donner naissance à la communauté de communes de la Vallée de la Haute Sarthe.

## Composition
Cette communauté de communes était composée des quatorze communes suivantes (huit du canton du Mêle-sur-Sarthe, trois du canton de Courtomer et trois du canton de Pervenchères) :
1. Barville
2. Bures
3. Coulonges-sur-Sarthe
4. Laleu
5. Marchemaisons
6. Le Mêle-sur-Sarthe
7. Le Ménil-Broût
8. Montchevrel
9. Saint-Aubin-d'Appenai
10. Sainte-Scolasse-sur-Sarthe
11. Saint-Julien-sur-Sarthe
12. Saint-Léger-sur-Sarthe
13. Les Ventes-de-Bourse
14. Vidai

## Administration
| Période      | Période       | Identité              | Étiquette | Qualité                                             |
| ------------ | ------------- | --------------------- | --------- | --------------------------------------------------- |
| janvier 1995 | juin 1995     | Daniel Goulet         |           | Maire du Mêle-sur-Sarthe, ancien président du Sivom |
| juin 1995    | octobre 2000  | Michel Salmon         |           | Maire de Saint-Aubin-d'Appenai                      |
| octobre 2000 | mars 2008     | Jean-Louis Mézier     |           | Maire du Mêle-sur-Sarthe                            |
| mars 2008    | décembre 2012 | Christophe de Balorre | UMP       | Maire de Saint-Léger-sur-Sarthe                     |

## Sources
- le splaf
- la base aspic